# Нидем, Фрэнсис, 2-й граф Килмори
Фрэнсис Джек Нидем, 2-й граф Килмори (англ. Francis Jack Needham, 2nd Earl of Kilmorey; 12 декабря 1787 — 20 июня 1880) — англо-ирландский пэр. Он носил титул учтивости — виконт Ньюри с 1822 по 1832 год.

## Биография
Родился 12 декабря 1787 года. Старший сын генерала Фрэнсиса Нидема, 1-го графа Килмори (1748—1832), и Энн Фишер. Он получил образование в Итонском колледже (Виндзор, графство Беркшир).
Фрэнсис Нидем заседал в Палате общин Великобритании от Ньюри (1819—1826). Он был назначен верховным шерифом графства Даун в 1828 году.
21 ноября 1832 года после смерти своего отца Фрэнсис Нидем унаследовал титулы 2-го графа Килмори, 13-го виконта Килмори и 2-го виконта Ньюри и Морна. Но так как это было Пэрство Ирландии, оно не давало ему права на место в Палате лордов Великобритании.

## Личная жизнь
Лорд Килмори был дважды женат. 7 марта 1814 года он женился первым браком на Джейн Ган-Канингем (ок. 1791 — 25 июля 1867), дочери Джорджа Гана Канингема и Джин Гордон. Супруги расстались в 1835 году. У них было четверо детей:
- Леди Джейн Селина Элизабет Нидем (? — 15 октября 1910)
- Фрэнсис Джек Нидем, виконт Ньюри и Морн[англ.] (2 февраля 1815 — 6 мая 1851), отец Фрэниса Нидема, 3-го графа Килмори.
- Майор достопочтенный Роберт Нидем (10 мая 1816 — 11 ноября 1899)
- Достопочтенный Фрэнсис Генри Нидем (3 августа 1819 — 13 января 1902).

20 ноября 1867 года лорд Килмори женился вторым браком на Марте Фостер (1838 — 6 мая 1908), дочери Джона Фостера. Второй брак был бездетным.
Лорд Килмори возмутил викторианское общество, сбежав со своей подопечной Присциллой Энн Хост (26 июня 1823 — 21 октября 1854), когда ему было под пятьдесят, а ей было 20. Присцилла Хост была дочерью адмирала сэра Уильяма Хоста.
Через год после побега, у них родился ребенок Чарльз (19 июля 1844 — 25 февраля 1934), которого лорд Килмори признал своим сыном и дал свою фамилию. Он поселил свою любовницу в соседнем доме с туннелем между ними.

## Мавзолей Килмори
Присцилла умерла от болезни сердца 21 октября 1854 года и была похоронена в мавзолее, специально заказанном лордом Килмори для них обоих, с надписью «Присцилла, возлюбленная Фрэнсиса Джека, графа Килмори».
Когда сам лорд Килмори умер в июне 1880 года в возрасте 92 лет, он был похоронен рядом с ней в мавзолее под барельефом, изображающим умирающую Присциллу на кушетке в окружении ее любовника и десятилетнего сына. Мавзолей Килмори, выполненный в древнеегипетском стиле, в настоящее время является памятником архитектуры II степени. Его строительство обошлось в 30 000 фунтов стерлингов, и его несколько раз перемещали между домами лорда Килмори. Он находится в Сент-Маргаретс (район, названный в честь дома и территории, купленных графом) в Твикнеме и поддерживается совместно Советом Ричмонда-на-Темзе и комиссией Английское наследие.

## Наследие
Лорду Килмори наследовал его внук Фрэнсис Нидем. Его старший сын Фрэнсис Нидем, виконт Ньюри, умер раньше него.
Чарльз Нидем, несмотря на то, что он был незаконнорожденным, считался любимцем своего отца — «зеницей его ока». Он был на два года моложе своего сводного племянника, Фрэнсиса Нидема, 3-го графа Килмори. 25 февраля 1874 года он женился в Лондоне на голландке Генриетте Амели Шарлотте Винсентии, баронессе ван Тюилл ван Серооскеркен (известная как Эми), дочери Винсента Гильдемейстера, барона ван Тюилла ван Серооскеркена, который заработал состояние на концессиях по олову на острове Белитунг в Голландской Ост-Индии. У Чарльза и Эми было две дочери, Эвелин и Вайолет.